# Michaelerplatz

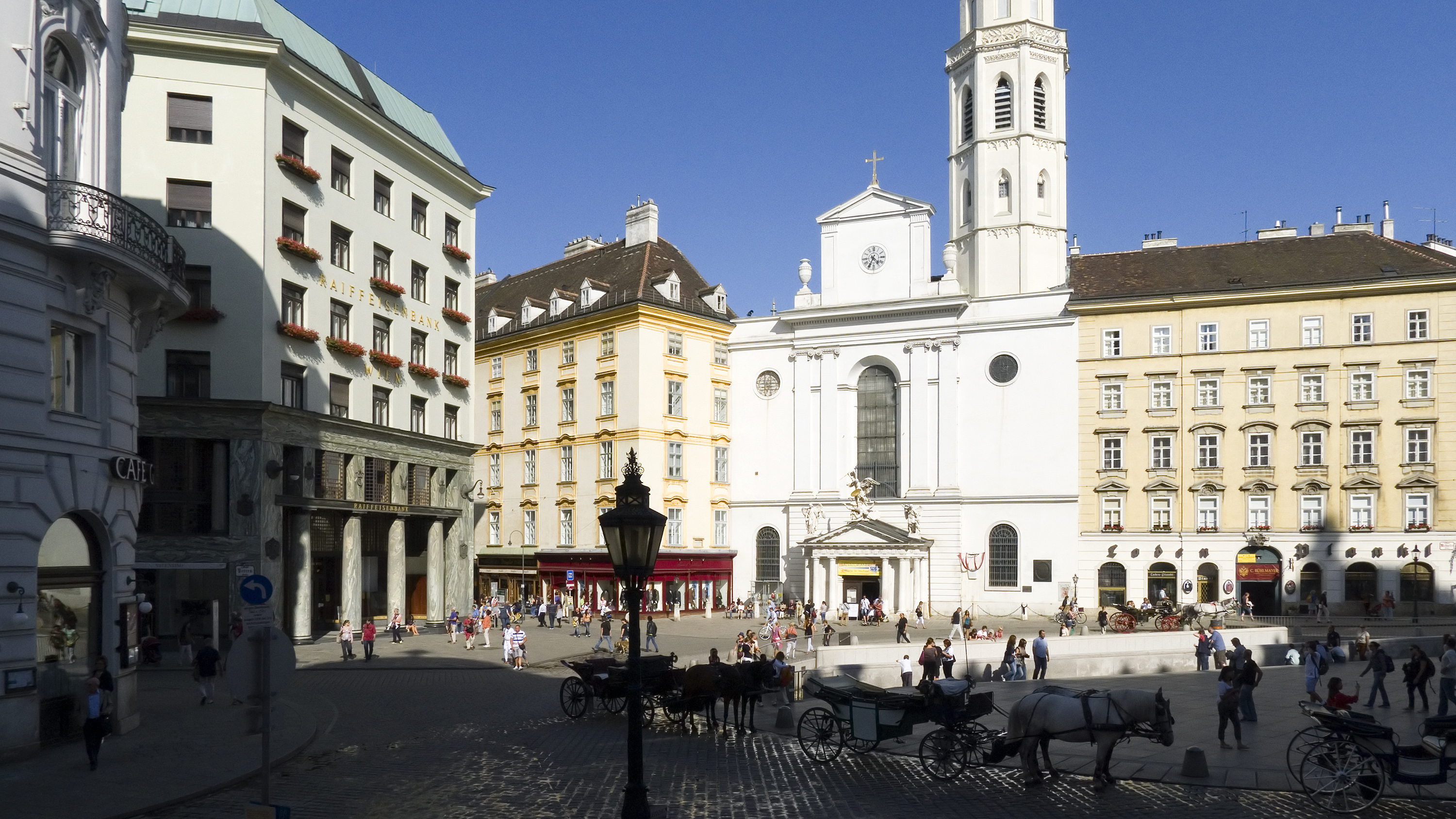
Der Michaelerplatz mit dem Looshaus und der Michaelerkirche

Der Michaelerplatz in Wien ist ein um 1725 konzipierter, aber erst zu Ende des 19. Jahrhunderts realisierter barocker Sternplatz im Zentrum der Stadt.

## Geschichte

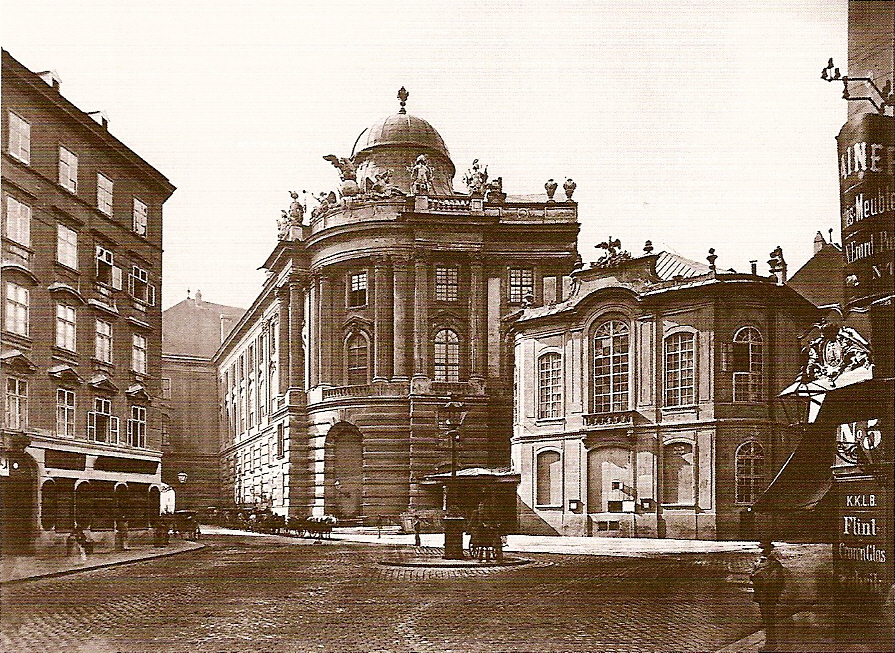
Das alte Burgtheater am Michaelerplatz (Ende des 19. Jahrhunderts abgerissen)

Der Michaelertrakt der Hofburg

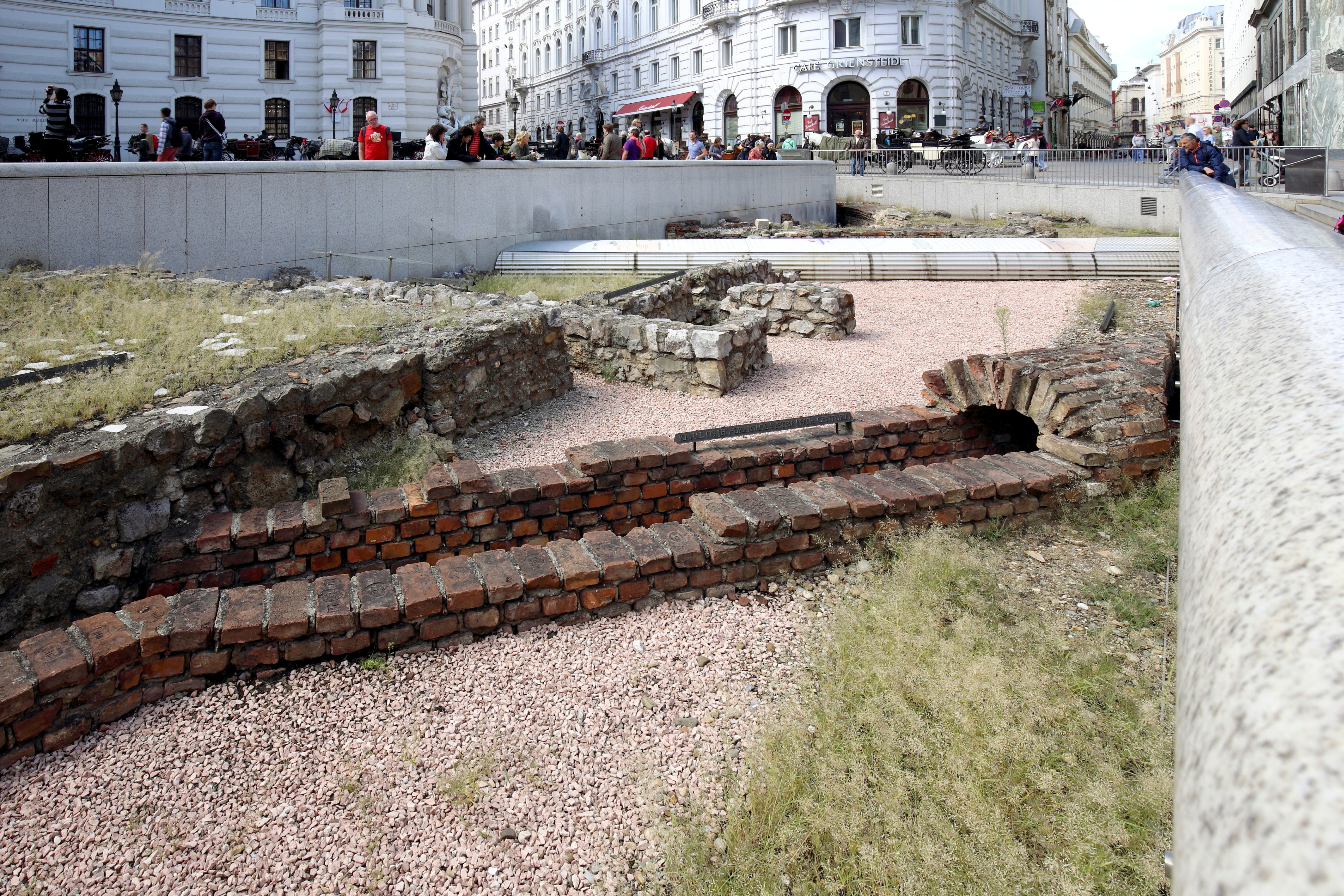
Archäologische Ausgrabungsstätte auf dem Michaelerplatz

Der Platz trägt seinen Namen etwa seit 1850 nach der 1221 von Babenbergerherzog Leopold VI. gestifteten Pfarrkirche St. Michael für das Hofgesinde und die Bürger, die im Umfeld der Hofburg wohnten. Der über Jahrhunderte äußerst unregelmäßige Platz wurde um 1725 durch die Planungen Joseph Emanuel Fischer von Erlachs für den Michaelertrakt der Hofburg neu konzipiert. Die Bauarbeiten am linken Flügel wurden zwar 1729 begonnen, stagnierten aber während der letzten Jahre der Herrschaft Kaiser Karls VI. und wurden nach der Umwidmung des Ballhauses zum Theater durch Maria Theresia 1741 eingestellt. Die Realisierung der barocken Pläne erfolgte erst etwa 150 Jahre später, nämlich 1889 bis 1893 durch Ferdinand Kirschner, im Zusammenhang mit dem Abriss des inmitten des Platzes stehenden alten Burgtheaters.
Im Herbst 1838 wurde am Michaelerplatz die erste öffentliche Gasbeleuchtung Wiens installiert. Der Unternehmer Georg Pfendler, Gründer und Direktor der „Österreichischen Gesellschaft zur Beleuchtung mit Gas“, stellte am Platz einen Gaskandelaber mit sechs Flammen auf. Das Gas kam über eine Leitung vom Gaswerk Roßau. 1927 wurde am Michaelerplatz der erste Kreisverkehr Wiens eingerichtet.

## Bemerkenswerte Gebäude

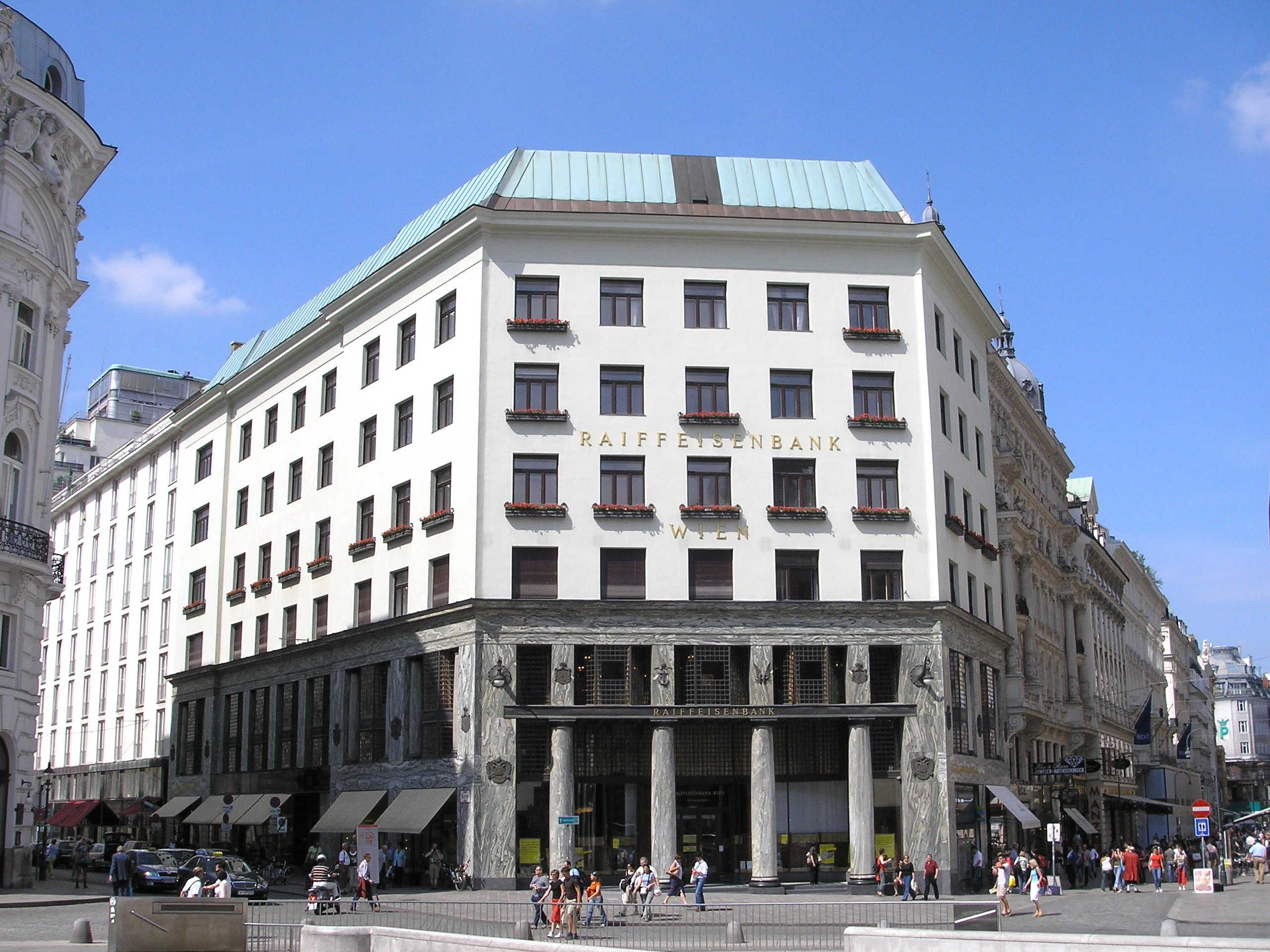
Looshaus

Um den Michaelerplatz gruppieren sich eine Reihe bemerkenswerter Gebäude. Neben dem schon genannten Michaelertrakt der Hofburg (Michaelerplatz 1, mit Kuppel über der Durchfahrt zum Burgtor), der als Dominante der Sichtachse des Kohlmarktes konzipiert wurde, ist vor allem das Anfang des 20. Jahrhunderts nach Entwürfen von Adolf Loos errichtete und seinerzeit heftig umstrittene Looshaus (Michaelerplatz 3) zu nennen. Das so genannte Palais Herberstein (Michaelerplatz 2), ein neubarockes Zinspalais anstelle des alten Palais Dietrichstein-Herberstein, versucht sich an den Stil des Michaelertrakts anzupassen. Als eine der historisch und kulturell bedeutendsten Kirchenbauwerke Wiens kann die Michaelerkirche gelten. Ihr historisch zugeordnet sind das von den Barnabiten errichtete Große Michaelerhaus (Michaelerplatz 4), 1720 erbaut von Giovanni Battista Maderna, und das Kleine Michaelerhaus (Michaelerplatz 6), erbaut 1732, in dessen Erdgeschoß sich ab 1749 durch mehr als zwei Jahrhunderte das "Michaeler Bierhaus" befand. Die Kirche dazwischen trägt die Platznummer 5.
Die Mitte des Michaelerplatzes wird seit 1991 durch freigelegte archäologische Ausgrabungen bestimmt, die als Außenstelle des Wien Museums permanent für die Öffentlichkeit zugänglich sind und vom Architekten Hans Hollein eingefasst wurden.